# Символика на цветовете в Древен Египет
За религиозните рисунки жреците в Древен Египет разрешават употребата само на 7 цвята: червено, синьо, жълто, кафяво, зелено, бяло и черно.

## Цветове

#### Бяло
Белият цвят е символ на радостта и на благополучието. Бялото напомня на цвета на зората – светлината, която побеждава мрака. Този цвят представлява среброто, от което са направени костите на божествата.
Бялото е цветът на короната на Горен Египет (хеджет), която се събира с короната от Долен Египет, за да оформят пшент.

#### Светло синьо
Символ на въздуха и небето. Това е цветът на бог Амон, който е по произход бог на вятъра.

#### Тъмно синьо (lapis-lazuli)
Този цвят е символ на небесния свод през нощта, както и на морските дълбини.

#### Тюркоазено синьо
Символ на водната вселена на река Нил, която поддържа живота в Египет.

#### Жълто
Жълтият цвят е символ на златото, на слънцето в своя зенит, а също така и на безсмъртието. Това е цветът на божествената плът.

#### Черно
Черното е символ на плодородието, на прераждането. Това е цветът на тинята, която река Нил донася с всеки прилив и която наторява земята. Старото име на Египет, кемит означава „черната земя“. Озирис и Анубис често са рисувани с черна кожа.

#### Червено
Червеното е символ на насилието, на пустинята, на кръвта, на смъртта, но и на победата. Цвят на бога Сет, Разрушителят. короната на Долен Египет, дешерет, е червена.

#### Зелено
Зеленият цвят се изписва със същия йероглиф, с който се изписва папирус. Символ на растителността, на младостта, на крепкото здраве. Плътта на Озирис често е рисувана с този цвят.